# Heineken Cup 2006/07
Der Heineken Cup 2006/07 war die zwölfte Ausgabe des Heineken Cup (Vorgänger des European Rugby Champions Cup), dem wichtigsten europäischen Pokalwettbewerb im Rugby Union. Beteiligt waren 24 Mannschaften aus sechs Ländern. Das erste der insgesamt 78 Spiele fand am 20. Oktober 2006 statt, das Finale am 20. Mai 2007 im Twickenham Stadium in London. Pokalsieger wurden die London Wasps aus England, die im Finale die Leicester Tigers schlugen.

## Modus
Die Teilnehmer wurden in sechs Gruppen mit je vier Mannschaften eingeteilt. Jede Mannschaft spielte je ein Heim- und ein Auswärtsspiel gegen die drei Gruppengegner. In der Gruppenphase erhielten die Mannschaften
- vier Punkte für einen Sieg
- zwei Punkte für ein Unentschieden
- einen Bonuspunkt bei vier oder mehr Versuchen
- einen Bonuspunkt bei einer Niederlage mit weniger als sieben Punkten Differenz

Für das Viertelfinale qualifizierten sich die sechs Gruppensieger (nach Anzahl gewonnener Punkte auf den Plätzen 1–6 klassiert) und die zwei besten Gruppenzweiten (auf den Plätzen 7–8 klassiert). Mannschaften auf den Plätzen 1–4 hatten im Viertelfinale Heimrecht. Es spielen der Erste gegen den Achten, der Zweite gegen den Siebten, der Dritte gegen den Sechsten und der Vierte gegen den Fünften.

## Gruppenphase
In Klammern: Rang in der Viertelfinal-Setzliste

### Gruppe 1
|    | Team                   | Spiele | Siege | Unent. | Ndlg. | Spiel- punkte | Diff. | Bonus- punkte | Tabellen- punkte |
| -- | ---------------------- | ------ | ----- | ------ | ----- | ------------- | ----- | ------------- | ---------------- |
| 1. | London Wasps (3)       | 6      | 5     | 0      | 1     | 195:64        | + 131 | 3             | 23               |
| 2. | USA Perpignan          | 6      | 4     | 0      | 2     | 161:108       | + 53  | 2             | 18               |
| 3. | Castres Olympique      | 6      | 3     | 0      | 3     | 146:136       | + 10  | 4             | 16               |
| 4. | Benetton Rugby Treviso | 6      | 0     | 0      | 6     | 83:277        | - 194 | 0             | 0                |

| Datum             | Begegnung           | Ergebnis |
| ----------------- | ------------------- | -------- |
| 21. Oktober 2006  | Treviso - Perpignan | 10:25    |
| 22. Oktober 2006  | London - Castres    | 19:13    |
| 27. Oktober 2006  | Castres - Treviso   | 41:22    |
| 28. Oktober 2006  | Perpignan - London  | 19:12    |
| 9. Dezember 2006  | Castres - Perpignan | 36:28    |
| 10. Dezember 2006 | London - Treviso    | 55:0     |

| Datum             | Begegnung           | Ergebnis |
| ----------------- | ------------------- | -------- |
| 15. Dezember 2006 | Perpignan - Castres | 30:3     |
| 16. Dezember 2006 | Treviso - London    | 5:71     |
| 13. Januar 2007   | Treviso - Castres   | 21:40    |
| 13. Januar 2007   | London - Perpignan  | 22:14    |
| 20. Januar 2007   | Castres - London    | 13:16    |
| 20. Januar 2007   | Perpignan - Treviso | 45:25    |

### Gruppe 2
|    | Team               | Spiele | Siege | Unent. | Ndlg. | Spiel- punkte | Diff. | Bonus- punkte | Tabellen- punkte |
| -- | ------------------ | ------ | ----- | ------ | ----- | ------------- | ----- | ------------- | ---------------- |
| 1. | Leinster Rugby (6) | 6      | 4     | 0      | 2     | 174:97        | + 77  | 5             | 21               |
| 2. | SU Agen            | 6      | 4     | 0      | 2     | 119:119       | 0     | 1             | 17               |
| 3. | Gloucester Rugby   | 6      | 3     | 0      | 3     | 152:144       | + 8   | 3             | 15               |
| 4. | Edinburgh Rugby    | 6      | 1     | 0      | 5     | 95:180        | - 85  | 1             | 5                |

| Datum             | Begegnung              | Ergebnis |
| ----------------- | ---------------------- | -------- |
| 20. Oktober 2006  | Agen - Edinburgh       | 19:17    |
| 21. Oktober 2006  | Leinster - Gloucester  | 37:20    |
| 28. Oktober 2006  | Gloucester - Agen      | 26:32    |
| 29. Oktober 2006  | Edinburgh - Leinster   | 25:24    |
| 9. Dezember 2006  | Gloucester - Edinburgh | 38:22    |
| 10. Dezember 2006 | Leinster - Agen        | 26:10    |

| Datum             | Begegnung              | Ergebnis |
| ----------------- | ---------------------- | -------- |
| 16. Dezember 2006 | Agen - Leinster        | 13:25    |
| 17. Dezember 2006 | Edinburgh - Gloucester | 14:31    |
| 12. Januar 2007   | Agen - Gloucester      | 26:18    |
| 13. Januar 2007   | Leinster - Edinburgh   | 49:10    |
| 19. Januar 2007   | Edinburgh - Agen       | 7:19     |
| 19. Januar 2007   | Gloucester - Leinster  | 19:13    |

### Gruppe 3
|    | Team               | Spiele | Siege | Unent. | Ndlg. | Spiel- punkte | Diff. | Bonus- punkte | Tabellen- punkte |
| -- | ------------------ | ------ | ----- | ------ | ----- | ------------- | ----- | ------------- | ---------------- |
| 1. | Stade Français (5) | 6      | 4     | 1      | 1     | 174:80        | + 94  | 4             | 22               |
| 2. | Ospreys            | 6      | 4     | 1      | 1     | 147:108       | + 39  | 2             | 20               |
| 3. | Sale Sharks        | 6      | 3     | 0      | 3     | 147:90        | + 57  | 3             | 15               |
| 4. | Rugby Calvisano    | 6      | 0     | 0      | 6     | 74:264        | - 190 | 0             | 0                |

| Datum             | Begegnung           | Ergebnis |
| ----------------- | ------------------- | -------- |
| 20. Oktober 2006  | Ospreys - Sale      | 17:16    |
| 21. Oktober 2006  | Calvisano - Stade   | 10:45    |
| 27. Oktober 2006  | Sale - Calvisano    | 67:11    |
| 28. Oktober 2006  | Stade - Ospreys     | 27:14    |
| 9. Dezember 2006  | Calvisano - Ospreys | 27:50    |
| 10. Dezember 2006 | Stade - Sale        | 27:16    |

| Datum             | Begegnung           | Ergebnis |
| ----------------- | ------------------- | -------- |
| 15. Dezember 2006 | Ospreys - Calvisano | 26:9     |
| 17. Dezember 2006 | Sale - Stade        | 12:6     |
| 13. Januar 2007   | Calvisano - Sale    | 11:29    |
| 14. Januar 2007   | Ospreys - Stade     | 22:22    |
| 20. Januar 2007   | Sale - Ospreys      | 7:18     |
| 20. Januar 2007   | Stade - Calvisano   | 47:6     |

### Gruppe 4
|    | Team                 | Spiele | Siege | Unent. | Ndlg. | Spiel- punkte | Diff. | Bonus- punkte | Tabellen- punkte |
| -- | -------------------- | ------ | ----- | ------ | ----- | ------------- | ----- | ------------- | ---------------- |
| 1. | Leicester Tigers (4) | 6      | 5     | 0      | 1     | 172:60        | + 112 | 3             | 23               |
| 2. | Munster Rugby (7)    | 6      | 5     | 0      | 1     | 152:112       | + 40  | 3             | 23               |
| 3. | Cardiff Blues        | 6      | 2     | 0      | 4     | 87:138        | - 51  | 1             | 9                |
| 4. | CS Bourgoin-Jallieu  | 6      | 0     | 0      | 6     | 95:196        | - 101 | 4             | 4                |

| Datum             | Begegnung            | Ergebnis |
| ----------------- | -------------------- | -------- |
| 21. Oktober 2006  | Bourgoin - Cardiff   | 5:13     |
| 22. Oktober 2006  | Leicester - Munster  | 19:21    |
| 28. Oktober 2006  | Munster - Bourgoin   | 41:23    |
| 29. Oktober 2006  | Cardiff - Leicester  | 17:21    |
| 8. Dezember 2006  | Bourgoin - Leicester | 13:28    |
| 10. Dezember 2006 | Cardiff - Munster    | 12:22    |

| Datum             | Begegnung            | Ergebnis |
| ----------------- | -------------------- | -------- |
| 16. Dezember 2006 | Leicester - Bourgoin | 57:3     |
| 17. Dezember 2006 | Munster - Cardiff    | 32:18    |
| 13. Januar 2007   | Leicester - Cardiff  | 34:0     |
| 14. Januar 2007   | Bourgoin - Munster   | 27:30    |
| 20. Januar 2007   | Cardiff - Bourgoin   | 27:24    |
| 20. Januar 2007   | Munster - Leicester  | 6:13     |

### Gruppe 5
|    | Team                  | Spiele | Siege | Unent. | Ndlg. | Spiel- punkte | Diff. | Bonus- punkte | Tabellen- punkte |
| -- | --------------------- | ------ | ----- | ------ | ----- | ------------- | ----- | ------------- | ---------------- |
| 1. | Llanelli Scarlets (2) | 6      | 6     | 0      | 0     | 169:120       | + 49  | 3             | 27               |
| 2. | Stade Toulousain      | 6      | 3     | 0      | 3     | 147:145       | + 2   | 5             | 17               |
| 3. | Ulster Rugby          | 6      | 2     | 0      | 4     | 111:129       | - 18  | 2             | 10               |
| 4. | London Irish          | 6      | 1     | 0      | 5     | 124:157       | - 33  | 5             | 9                |

| Datum            | Begegnung           | Ergebnis |
| ---------------- | ------------------- | -------- |
| 20. Oktober 2006 | Irish - Llanelli    | 25:32    |
| 21. Oktober 2006 | Ulster - Toulouse   | 30:3     |
| 27. Oktober 2006 | Llanelli - Ulster   | 21:15    |
| 29. Oktober 2006 | Toulouse - Irish    | 37:17    |
| 9. Dezember 2006 | Llanelli - Toulouse | 20:19    |
| 9. Dezember 2006 | Irish - Ulster      | 29:13    |

| Datum             | Begegnung           | Ergebnis |
| ----------------- | ------------------- | -------- |
| 15. Dezember 2006 | Ulster - Irish      | 29:13    |
| 16. Dezember 2006 | Toulouse - Llanelli | 34:41    |
| 13. Januar 2007   | Irish - Toulouse    | 24:26    |
| 13. Januar 2007   | Ulster - Llanelli   | 11:35    |
| 21. Januar 2007   | Llanelli - Irish    | 20:16    |
| 21. Januar 2007   | Toulouse - Ulster   | 28:13    |

### Gruppe 6
|    | Team                   | Spiele | Siege | Unent. | Ndlg. | Spiel- punkte | Diff. | Bonus- punkte | Tabellen- punkte |
| -- | ---------------------- | ------ | ----- | ------ | ----- | ------------- | ----- | ------------- | ---------------- |
| 1. | Biarritz Olympique (1) | 6      | 6     | 0      | 0     | 186:45        | + 141 | 5             | 29               |
| 2. | Northampton Saints (8) | 6      | 4     | 0      | 2     | 188:92        | + 96  | 4             | 20               |
| 3. | Border Reivers         | 6      | 1     | 0      | 5     | 121:166       | - 45  | 2             | 6                |
| 4. | Parma Rugby            | 6      | 1     | 0      | 5     | 79:271        | - 192 | 1             | 5                |

| Datum            | Begegnung              | Ergebnis |
| ---------------- | ---------------------- | -------- |
| 20. Oktober 2006 | Border - Parma         | 35:13    |
| 22. Oktober 2006 | Biarritz - Northampton | 22:10    |
| 28. Oktober 2006 | Parma - Biarritz       | 7:50     |
| 28. Oktober 2006 | Northampton - Border   | 37:13    |
| 9. Dezember 2006 | Border - Biarritz      | 0:25     |
| 9. Dezember 2006 | Parma - Northampton    | 21:68    |

| Datum             | Begegnung              | Ergebnis |
| ----------------- | ---------------------- | -------- |
| 16. Dezember 2006 | Northampton - Parma    | 36:0     |
| 17. Dezember 2006 | Biarritz - Border      | 27:17    |
| 12. Januar 2007   | Biarritz - Parma       | 45:3     |
| 14. Januar 2007   | Border - Northampton   | 19:29    |
| 21. Januar 2007   | Northampton - Biarritz | 8:17     |
| 21. Januar 2007   | Parma - Border         | 45:37    |

## Viertelfinale
| 30. März 2007 19:30 | Llanelli Scarlets                                                                                     | 24 : 15        | Munster Rugby                                                                               | Stradey Park, Llanelli Zuschauer: 10.800 Schiedsrichter: Chris White (England) |
| 30. März 2007 19:30 | Versuche: James 5. erh. Thomas 40. erh. Davies 73. erh. Erhöhungen: Jones (3) Straftritte: Davies 37. | (17:0) Bericht | Versuche: Dowling 66. n.erh. Ryan 78. erh. Erhöhungen: O’Gara (1/2) Straftritte: O’Gara 60. | Stradey Park, Llanelli Zuschauer: 10.800 Schiedsrichter: Chris White (England) |

| 31. März 2007 17:45 | London Wasps | 35 : 13         | Leinster Rugby                                                                          | Adams Park, High Wycombe Zuschauer: 10.000 Schiedsrichter: Nigel Owens (Wales) |
| 31. März 2007 17:45 | Versuche: Reddan 33. erh., 66. erh. Haskell 42. erh. Cipriani 50. n.erh. Erhöhungen: King (3/4) Straftritte: King 3., 12., 63. | (13:10) Bericht | Versuche: Whitaker 20. erh. Erhöhungen: Contepomi (1/1) Straftritte: Contepomi 40., 60. | Adams Park, High Wycombe Zuschauer: 10.000 Schiedsrichter: Nigel Owens (Wales) |

| 1. April 2007 14:00 | Biarritz Olympique                 | 6 : 7         | Northampton Saints                                | Estadio Anoeta, San Sebastián Zuschauer: 32.000 Schiedsrichter: Alain Rolland (Irland) |
| 1. April 2007 14:00 | Straftritte: Yachvili (2) 40., 61. | (3:0) Bericht | Versuche: Kydd 66. erh. Erhöhungen: Spencer (1/1) | Estadio Anoeta, San Sebastián Zuschauer: 32.000 Schiedsrichter: Alain Rolland (Irland) |

| 1. April 2007 15:30 | Leicester Tigers                                                                                          | 21 : 20         | Stade Français                                                                                 | Welford Road Stadium, Leicester Zuschauer: 17.418 Schiedsrichter: Alan Lewis (Irland) |
| 1. April 2007 15:30 | Versuche: Rabeni 3. n.erh. Varndell 72. erh. Erhöhungen: Goode (1/2) Straftritte: Goode (3) 24., 26., 52. | (11:11) Bericht | Versuche: Hernández 20. n.erh. Straftritte: Skrela (4) 6., 35., 45., 64. Dropgoals: Skrela 70. | Welford Road Stadium, Leicester Zuschauer: 17.418 Schiedsrichter: Alan Lewis (Irland) |

## Halbfinale
| 21. April 2007 15:00 | Leicester Tigers | 33 : 17         | Llanelli Scarlets                                                                               | Walkers Stadium, Leicester Zuschauer: 30.121 Schiedsrichter: Alain Rolland (Irland) |
| 21. April 2007 15:00 | Versuche: Goode 34. erh. Jennings 52. erh. Deacon 75. erh. Erhöhungen: Goode (3/3) Straftritte: Goode (4) 2., 5., 22., 63. | (16:10) Bericht | Versuche: M. Jones 37. erh. Rees 50. erh. Erhöhungen: S. Jones (2/2) Straftritte: Jones (1) 10. | Walkers Stadium, Leicester Zuschauer: 30.121 Schiedsrichter: Alain Rolland (Irland) |

| 22. April 2007 15:00 | London Wasps | 30 : 13        | Northampton Saints                                                                    | Ricoh Arena, Coventry Zuschauer: 16.186 Schiedsrichter: Alan Lewis (Irland) |
| 22. April 2007 15:00 | Versuche: Sackey 34. n.erh., 70. erh. Haskell 60. n.erh. Lewsey 77. erh. Erhöhungen: van Gisbergen (2/4) Straftritte: van Gisbergen (2) 28., 50. | (8:13) Bericht | Versuche: Reihana 3. erh. Erhöhungen: Reihana (1/1) Straftritte: Reihana (2) 13., 17. | Ricoh Arena, Coventry Zuschauer: 16.186 Schiedsrichter: Alan Lewis (Irland) |

## Finale
| 21. Mai 2007 15:00 | Leicester Tigers                    | 9 : 25         | London Wasps                                                                                              | Twickenham Stadium, London Zuschauer: 81.076 Schiedsrichter: Alan Lewis (Irland) |
| 21. Mai 2007 15:00 | Straftritte: Goode (3) 7., 15., 38. | (9:13) Bericht | Versuche: Reddan 13. n.erh. Ibañez 34. n.erh. Straftritte: King (4) 4., 42., 49., 73. Dropgoals: King 54. | Twickenham Stadium, London Zuschauer: 81.076 Schiedsrichter: Alan Lewis (Irland) |

| 15                 | Geordan Murphy   |             |
| 14                 | Seru Rabeni      |             |
| 13                 | Dan Hipkiss      |             |
| 12                 | Daryl Gibson     | 50.         |
| 11                 | Alesana Tuilagi  |             |
| 10                 | Andy Goode       | 62.         |
| 9                  | Frank Murphy     | 77.         |
| 8                  | Martin Corry (c) |             |
| 7                  | Shane Jennings   |             |
| 6                  | Lewis Moody      | 77.         |
| 5                  | Ben Kay          | 54.         |
| 4                  | Louis Deacon     | 46. bis 50. |
| 3                  | Julian White     |             |
| 2                  | George Chuter    | 78.         |
| 1                  | Marcos Ayerza    | 74.         |
| Auswechselspieler: |                  |             |
| 16                 | James Buckland   | 78.         |
| 17                 | Alex Moreno      | 74.         |
| 18                 | Leo Cullen       | 46. 50. 54. |
| 19                 | Brett Deacon     | 77.         |
| 20                 | Ian Humphreys    | 62.         |
| 21                 | Sam Vesty        | 77.         |
| 22                 | Ollie Smith      | 50.         |

| 15                 | Danny Cipriani         |                 |
| 14                 | Paul Sackey            |                 |
| 13                 | Fraser Waters          | 77.             |
| 12                 | Josh Lewsey            |                 |
| 11                 | Tom Voyce              |                 |
| 10                 | Alex King              | 74.             |
| 9                  | Eoin Reddan            | 78.             |
| 8                  | Lawrence Dallaglio (c) | 50.             |
| 7                  | Tom Rees               |                 |
| 6                  | Joe Worsley            |                 |
| 5                  | Tom Palmer             |                 |
| 4                  | Simon Shaw             | 55.             |
| 3                  | Phil Vickery           | 74.             |
| 2                  | Raphaël Ibañez         | 77.             |
| 1                  | Tom French             |                 |
| Auswechselspieler: |                        |                 |
| 16                 | Joe Ward               | 61. 68. 77.     |
| 17                 | Peter Bracken          | 74.             |
| 18                 | Dan Leo                | 55. 61. bis 68. |
| 19                 | James Haskell          | 50.             |
| 20                 | Mark McMillan          | 78.             |
| 21                 | Dom Waldouck           | 77.             |
| 22                 | Mark van Gisbergen     | 74.             |